# NGC 5886
NGC 5886  (có tên khác là ZWG 221.36) là một thiên hà hình elip có cường độ +14 trong chòm sao Mục Phu. Ban đầu nó được phát hiện bởi William Herschel vào năm 1828 với gương phản xạ 18,7 inch.